# エディアカリア
エディアカリアとは、|原生代末期（約5.9億年前、エディアカラ紀)に生息した、イソギンチャクの一種でエディアカリア属の生物。

## 発掘地
オーストラリア フリンダーズ山脈 エディアカラ